# Neolindus bicornis
Neolindus bicornis (лат.) — вид коротконадкрылых жуков рода Neolindus из подсемейства Paederinae (Staphylinidae). Название N. bicornis представляет собой сочетание латинской приставки «bi», означающей «два», и латинского слова «cornum», которое означает «рог». Оно описывает характерную форму апикальных эдеагальных склеритов эдеагуса.

## Распространение и экология
Неотропика. Вид известен только из типового местонахождения во Французской Гвиане (Cayenne, Roura). Он был собран с помощью ловушки (flight interception trap) на высоте 240—280 м над уровнем моря (4°36"38"N, 52°13’25’’W).

## Описание
Мелкие коротконадкрылые жуки. Длина тела около 9 мм. Голова темно-коричневая; переднеспинка коричневая; ноги светло-коричневые; брюшко коричневое. Передние голени с 4 хорошо развитыми гребнями волосков, вершинный гребень продольный, состоит из широко разделенных, толстых волосков; мезотибиальный апикальный ктенидий с обеих сторон, внутренний длиннее наружного; мезотарсомер 1 длиннее мезотарсомера 2, мезотарсомер 3 короче мезотарсомера 1, но длиннее мезотарсомера 4, мезотарсомер 5 длиннее мезотарсомера 1; внутренний ктенидий задней голени длиннее наружного; метатарзомер 1 длиннее метатарзомера 2, метатарзомер 2 длиннее метатарзомера 3, метатарзомер 4 такой же длинный, как метатарзомер 3, метатарзомер 5 короче 1, но длиннее 2.

## Систематика
Вид был впервые описан в 2024 году по типовым материалам из Южной Америки. Габитус N. bicornis похож на габитус N. apiculus и N. campbelli широким выступом стернита VIII. Однако строение эдеагуса у N. bicornis отличается. Он похож на эдеагус N. triangularis, но отличается округлым основанием срединной доли и более узким pLS в их средней части (основание срединной доли острое у N. triangularis).